# Sikorsky H-19

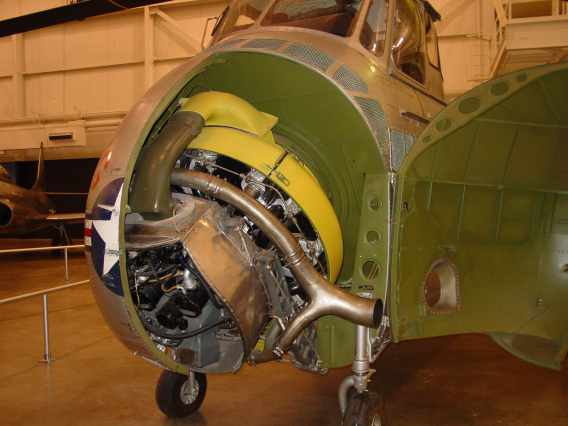
H-19 в Национальном музее ВВС США. Открыт отсек двигателя.

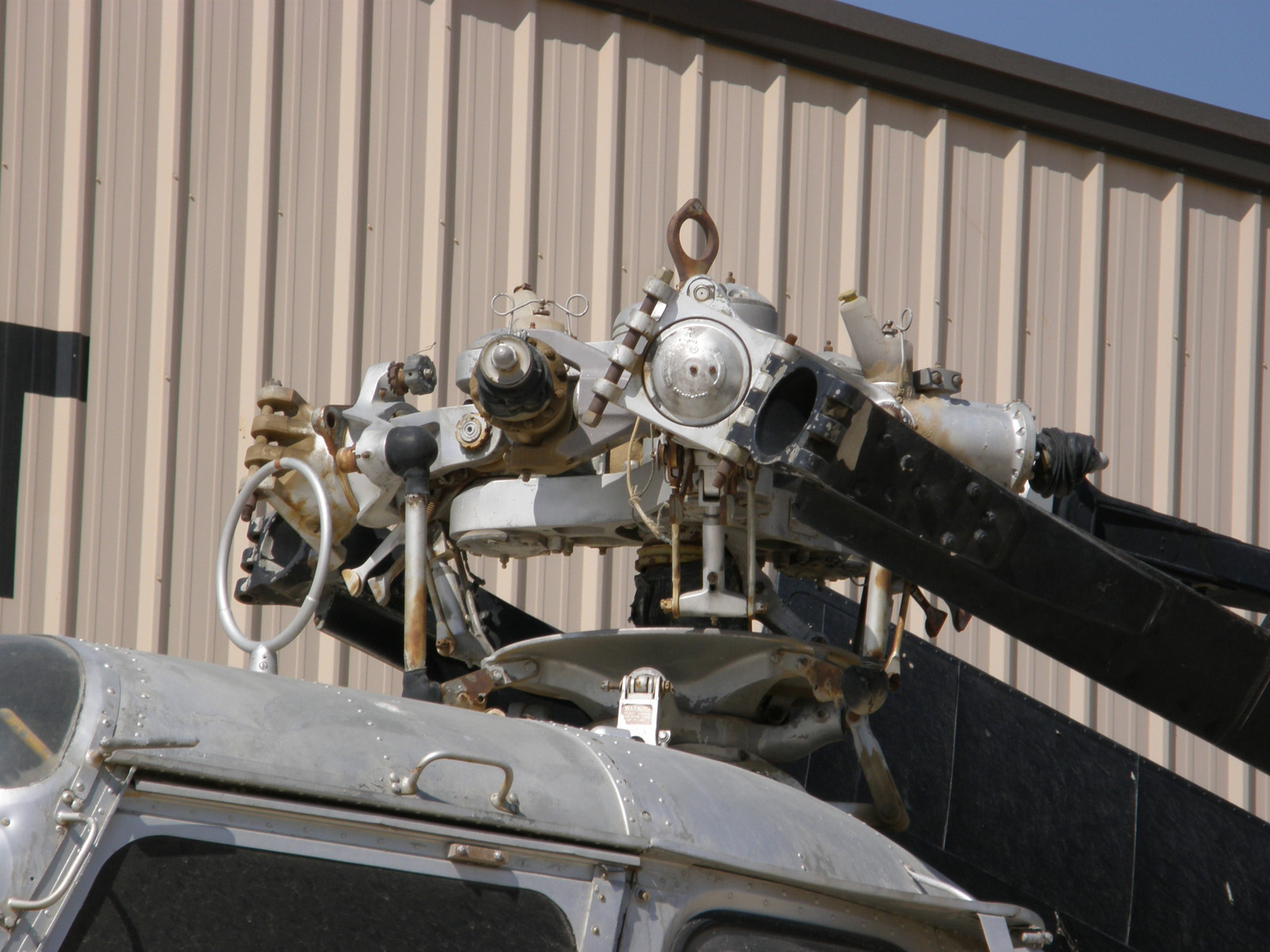

Sikorsky S-55/H-19 Chickasaw — многоцелевой вертолёт.
Вертолёт создан компанией «Sikorsky». Первый полет совершил в 1949 году. Вертолёты S-55 были приобретены ВМС США, контракт был подписан 28 апреля 1950 года. В США было построено более тысячи вертолётов S-55 разных модификаций для военных и гражданских заказчиков. Армейские варианты в 1962 году переименованы в UH-19C и UH-19D. Около 550 машин было произведено по лицензии — во Франции (предприятием SNCASE), Великобритании (Westland Aircraft) и Японии (Mitsubishi).

## Боевое применение

### Корейская война
Всего в ходе войны было безвозвратно утеряно(в том числе списано) 25 вертолётов.

## Конструкция вертолёта
Одновинтовой вертолёт классической схемы с рулевым винтом. Конструкция фюзеляжа цельнометаллическая, монокок из алюминиево-магниевого сплава. Двигатель установлен в носовой части, что позволило расширить грузовую кабину. Также при таком расположении двигателя грузовая кабина находилась близко к центру тяжести вертолёта, что выгодно сказалось на диапазоне допустимых центровок при загрузке. Кабина пилотов расположена над двигателем, редуктор — за кабиной, вал пропущен между креслами пилотов. Несущий винт трехлопастный, лопасти цельнометаллические. Шасси колёсное, четырёхстоечное.

## Эксплуатанты
| - Аргентина - Австрия - Бельгия - Канада - Чили - Китайская Республика - Колумбия - Дания - Доминиканская Республика - Франция - Германия | - Греция - Гватемала - Гаити - Гондурас - Израиль - Италия - Япония - Кувейт - Нидерланды - Никарагуа - Пакистан | - Филиппины - Португалия - Республика Корея - Южный Вьетнам - Испания - Таиланд - Великобритания - США - Уругвай - Венесуэла - Турция |

## Тактико-технические характеристики
Приведенные характеристики соответствуют модификации HO4S-2.
Источник данных: DEPARTMENT OF THE NAVY -- NAVAL HISTORICAL CENTER 

Технические характеристики
- Экипаж: 2 пилота
- Пассажировместимость: 12 солдат, либо 6-8 раненых на носилках;в гражданской модификации - в зависимости от компоновки салона.
- Грузоподъёмность: 907 кг
- Длина: 12,73 м (со сложенными лопастями)
- Диаметр несущего винта: 16,15 м
- Диаметр рулевого винта: 2,642 м
- Высота: 4,267 м
- Площадь, ометаемая несущим винтом: 204,9 м²
- Профиль крыла: NACA.0012 (лопасть несущего винта)
- База шасси: 3,2 м
- Колея шасси: 3,353 м
- Масса пустого: 2257 кг
- Масса снаряжённого: 2446 кг
- Нормальная взлётная масса: 2950 кг (наблюдение)
- Максимальная взлётная масса: 3660 кг
- Объём топливных баков: 700 л
- Масса топлива во внутренних баках: 503,5 кг
- Силовая установка: 1 × поршневый Pratt & Whitney R-1340-57
- Мощность двигателей: 1 × 600 л.с. (1 × 441,3 кВт (взлётная))

Лётные характеристики
- Максимальная скорость: 177,8 км/ч
- Крейсерская скорость: 133 км/ч
- Практическая дальность: 667 км
- Продолжительность полёта: 6,3 ч
- Практический потолок: 4755 м
- Статический потолок: 2438 м
- Скороподъёмность: 6,5 м/с
- Вертикальная скороподъёмность: 3 м/с
- Нагрузка на диск: 14,65 кг/м² (при нормальной взлётной массе)
- Тяговооружённость: 149,6 Вт/кг (при нормальной взлётной массе)